# DMX (rapper)
DMX, pseudonimo di Earl Simmons (Mount Vernon, 18 dicembre 1970 – White Plains, 9 aprile 2021), è stato un rapper e attore statunitense.
Conosciuto anche come Dark Man X, The Divine Master of the Unknown, è stato particolarmente famoso alla fine degli anni 1990. È riuscito a mantenere il rispetto nel mondo underground pur conseguendo un notevole successo commerciale, essendo inoltre un personaggio dalla forte personalità.
Ha cominciato la carriera nei primi anni 1990; il suo album d'esordio, It's Dark and Hell Is Hot del 1998 fu un successo sia commerciale sia di critica, e vendette 251 000 copie nella prima settimana di vendite. Nel 1999 fu la volta di ...And Then There Was X, il suo album più venduto, che includeva il celebre pezzo Party Up (Up in Here). Altri suoi pezzi famosi sono Where the Hood At? e X Gon' Give It to Ya.
DMX è stato anche un attore: tra i film in cui ha recitato vi sono Romeo deve morire, Ferite mortali, Amici × la morte e Last Hour. Nel 2003 pubblicò un libro di memorie intitolato E.A.R.L.: The Autobiography of DMX.

## Biografia
Earl nacque a Mount Vernon, e crebbe a Yonkers. Un'infanzia difficile lo rese un ragazzo impulsivo e manesco, che sopravviveva rubando, tra difficoltà con la legge. L'hip hop gli permise di trovare una via d'uscita: iniziò la sua carriera come DJ e come beatboxer, prendendo il nome dalla drum machine digitale DMX, il nome però è anche l'acronimo di "Dark Man X".
Si fece un nome nell'ambiente del freestyle; nel 1991 il suo nome comparve sulla rivista The Source nella "Unsigned Hype Column", rubrica che segnalava artisti ancora senza casa discografica. La Ruffhouse Records, legata alla Columbia Records, lo mise sotto contratto nel 1992 facendogli produrre un singolo, Born Loser. Non riuscendo a promuovere l'artista in maniera adeguata, la Ruffhouse sciolse il contratto.
Nel 1994 DMX pubblicò il singolo Make a Move. Lo stesso anno venne arrestato per problemi di droga. Per riprendere la carriera, apparve su uno dei mixtapes underground di DJ Clue. Nel 1997 ottenne dalla Def Jam Records un contratto discografico, partecipando così agli album 4, 3, 2, 1 di LL Cool J, 24 Hours to Live di Ma$e e Money, Power & Respect dei The LOX.
All'inizio del 1998 debuttò per l'etichetta Def Jam con il singolo Get at Me Dog, che divenne disco d'oro e spianò a DMX la strada per l'incisione del primo disco, It's Dark and Hell Is Hot, uscito nel maggio del 1998. L'album debuttò al primo posto nelle pop charts. Il progetto, prodotto quasi esclusivamente da Swizz Beatz, vendette oltre quattro milioni di copie. Si notava per l'aggressiva presenza al microfono.
Recitò come co-protagonista nel film Belly di Hype Williams, che non ebbe particolare successo. Prima della fine del 1998 terminò il suo secondo album, Flesh of My Flesh, Blood of My Blood che entrò al primo posto delle classifiche e divenne triplo disco di platino. La copertina presenta una controversa immagine che immortala DMX grondante di sangue.
L'anno seguente, con Jay-Z, Method Man e Redman, partecipò all'Hard Knock Life Tour; durante lo svolgimento lo zio e manager di DMX fu accidentalmente colpito con un colpo di pistola al piede in un hotel del New Jersey. La polizia, perquisendo la casa del rapper, rilevò la presenza di animali maltrattati, di armi e di droga. DMX e la moglie furono accusati. Durante questo periodo, la Ruff Ryders di cui DMX era membro fondatore, produsse la compilation Ryde Or Die Vol. 1, in cui apparivano tra gli altri Eve e i LOX, oltre che lo stesso DMX.
Il suo terzo album fu pubblicato nel 1999, dal nome ...And Then There Was X, entrando anch'esso al primo posto della hit parade. Il singolo Party Up (Up In There) riscosse un successo enorme, andandosi a piazzare nella top 10 della classifica R&B. Anche i singoli seguenti, What These Bitches Want e What's My Name? contribuirono a far vendere all'album oltre cinque milioni di copie.
Con il film Romeo deve morire, dove recita al fianco di Aaliyah, DMX ritornò a essere attore.
Nel frattempo fu alle prese con un processo per possesso di droga e armi e con una battaglia legale con la polizia: a marzo era stato arrestato per guida senza patente e possesso di marijuana. Dichiarato colpevole, scontò una pena dapprima di 15 giorni di prigione, che si protrassero per alcune settimane: dopo aver saputo che non avrebbe goduto di diminuzioni di tempo per buona condotta, lanciò pezzi di cibo verso le guardie carcerarie.
A poca distanza dal suo rilascio, partecipò al film Ferite mortali di Steven Seagal: la pellicola si rivelò un successo. Alla colonna sonora DMX partecipò con il singolo No Sunshine. Stipulò un contratto cinematografico con la Warner Bros. Dopo aver risolto i problemi legali, tornò con il quarto album, The Great Depression, lavoro molto più introspettivo dei precedenti, uscito nell'autunno del 2001: debuttò al numero uno, divenendo platino in poco tempo.
Alla fine del 2002 pubblicò le sue memorie nel libro E.A.R.L: The Autobiography Of DMX e collaborò con gli Audioslave. Uno dei brani scaturiti da questo featuring, Here I Come, finì nella colonna sonora del suo nuovo film: Cradle To The Grave (titolo italiano Amici × la morte) con Jet Li. La pellicola uscì a marzo del 2003, e la colonna sonora debuttò nella top 10. Nell'estate 2003 uscì Grand Champ, quinto album. I singoli furono Where The Hood At e Get It On The Floor, prodotto da Swizz Beatz.
A luglio del 2004 DMX fu denunciato per possesso di cocaina e tentato furto di automobile.
Nel 2006 uscì l'album Year of the Dog... Again, che arrivò al secondo posto nella classifiche delle vendite di CD secondo Billboard.
Dopo alcuni anni turbolenti a causa di problemi giudiziari, DMX pubblicò l'album Undisputed nel 2012, con il primo singolo I Don't Dance, in collaborazione con MGK.
Nella notte del 2 aprile 2021 è stato ricoverato in un ospedale in gravissime condizioni, dopo aver subito un attacco di cuore, pare a causa di un’overdose di droga, intorno alle 23:00 nella sua casa di New York. Il 9 aprile la famiglia comunica la morte del rapper. Aveva 50 anni.
Il 10 maggio successivo viene annunciato il suo primo album postumo, Exodus, in uscita il 28 dello stesso mese.

## Discografia
- 1998 - It's Dark and Hell Is Hot
- 1998 - Flesh of My Flesh, Blood of My Blood
- 1999 - ...And Then There Was X
- 2001 - The Great Depression
- 2003 - Grand Champ
- 2006 - Year of the Dog... Again
- 2012 - Undisputed
- 2021 - Exodus

## Filmografia

### Cinema
- Belly, regia di Hype Williams (1998)
- Romeo deve morire (Romeo Must Die), regia di Andrzej Bartkowiak (2000)
- Ferite mortali (Exit Wounds), regia di Andrzej Bartkowiak (2001)
- Amici × la morte (Cradle 2 the Grave), regia di Andrzej Bartkowiak (2003)
- Never Die Alone, regia di Ernest Dickerson (2004)
- Death Toll, regia di Phenomenon (2007)
- Last Hour, regia di Pascal Caubet (2008)
- Lords of the Street, regia di Amir Valinia (2008)
- The Bleeding, regia di Charlie Picerni (2009)
- Top Five, regia di Chris Rock (2014)
- Pimp, regia di Christine Crokos (2018)
- Beyond the Law - L'infiltrato (Beyond the Law), regia di James Cullen Bressack (2019)

### Documentari
- DMX: Don't Try to Understand, regia di Christopher Frierson e Clark Slater (2021)

### Televisione
- Moesha – serie TV, episodio 5x18 (2000)
- Half & Half – serie TV, episodio 1x07 (2002)
- Eve – serie TV, episodio 1x03 (2003)
- Squadra emergenza (Third Watch) – serie TV, episodio 5x04 (2003)
- Fresh Off the Boat – serie TV, episodio 2x9 (2015)

## Doppiatori italiani
- Riccardo Rossi in Ferite mortali
- Massimo Lodolo in Never Die Alone
- Fabio Boccanera in Amici × la morte